# Alcinda Lucas Dos Santos
Alcinda Lucas Dos Santos (z. d. Alcinda Panguana) (ur. 27 lutego 1994, w Maputo) – mozambicka bokserka, startująca w kategorii do 66 kg. Uczestniczka Letnich Igrzysk Olimpijskich 2020 oraz Letnich Igrzysk Olimpijskich 2024. Chorąży reprezentacji Mozambiku na igrzyskach w 2024 roku.

## Kariera
Dos Santos rozpoczęła trening bokserski w 2012 roku, początkowo w celu nauki samoobrony. Ćwiczyła wraz z przyjaciółką Rady Gramane, a po trzech miesiącach w akademii bokserskiej obie zdecydowały się rozpocząć karierę zawodową.
Alcinda Panguana zdobyła srebrny medal w kategorii do 69 kg na Igrzyskach Afrykańskich 2019 w Rabacie, przegrywając w finale z Nigeryjką Bolanle Temitope Shogbamu. W 2021 roku wystąpiła na Igrzyskach Olimpijskich w Tokio. W kategorii do 69 kg dotarła do ćwierćfinału, w którym przegrała walkę z przyszłą wicemistrzynią olimpijską Gu Hong. W 2022 roku zdobyła srebrny medal w kategorii do 70 kg na Mistrzostwach Świata Amatorów w Boksie w Stambule, przegrywając w finale z Irlandką Lisą O’Rourke. W tym samym roku, wraz z pływakiem Caio Lobo, Alcinda była chorążym delegacji Mozambiku podczas ceremonii otwarcia Igrzysk Wspólnoty Narodów 2022 w Birmingham. Zdobyła złoty medal w kategorii do 70 kg na Mistrzostwach Afryki Amatorów w Boksie w Maputo, pokonując w finale Kongijkę Brigitte Mbabi. W 2024 roku wystąpiła na Igrzyskach Olimpijskich w Paryżu. W kategorii do 66 kg kobiet przegrała w 1/8 finału z przyszłą wicemistrzynią olimpijską Yang Liu.

## Odznaczenia
Dzięki licznym osiągnięciom w 2022 roku została uhonorowana Medalem Zasługi Sportowej, przyznanym przez Prezydenta Republiki Mozambiku – Filipe Nyusiego.